# Bernhard Kaes
Bernhard Kaes (* 29. März 1892 in Sterkrade; † 3. Januar 1973 in Bad Godesberg) war ein deutscher Politiker und Landtagsabgeordneter (ZENTRUM, CDU).

## Leben und Beruf
Nach dem Besuch der Volksschule absolvierte er eine Schlosserlehre und war danach als Maschinenschlosser beschäftigt. Von 1920 bis 1922 war Bernhard Kaes Sekretär des Volksvereins für das katholische Deutschland und von 1922 bis 1938 Geschäftsführer der Zentrumspartei in Duisburg sowie Gauvorsitzender der Windthorstbünde.
Während des Zweiten Weltkriegs engagierte er sich aktiv gegen die NS-Herrschaft, wurde von der Gestapo überwacht und verhört.
Seit 1945 war Bernhard Kaes Gründungsmitglied der CDU und enger Vertrauter von Konrad Adenauer, mit dem ihn eine enge Freundschaft verband. Er war in zahlreichen Gremien der Partei vertreten.
Ab Oktober 1947 war er Leiter der Volkshochschule in Duisburg.
In den 1950er/1960er Jahren gehörte er dem Rundfunkrat des WDR an.

## Abgeordneter
Vom 20. April 1947 bis zum 17. Juni 1950 war Kaes Mitglied des Landtags des Landes Nordrhein-Westfalen. Er wurde im Wahlkreis 070 Duisburg-Altstadt direkt gewählt. 
Dem Stadtrat der Stadt Sterkrade gehörte er 1918 an, von 1922 bis 1933 und von 1945 bis 1947 war Kaes Stadtverordneter in Duisburg.